# Израильско-марокканские отношения
Израильско-марокканские отношения — двусторонние отношения между Израилем и Марокко. Дипломатические отношения между странами были установлены в 1994 году, разорваны в 2000 году. 10 декабря 2020 года было объявлено, что страны вновь договорились об установлении дипломатических отношений.
Израильское посольство открылось в Марокко 26 января 2021 года после двадцатилетнего перерыва: послом назначен Давид Говрин, ранее возглавлявший каирскую миссию.

## История
В 1948 году в Марокко проживало около 250000 евреев. С момента основания государства Израиль политики этого государства проводили тайные встречи с лидерами Марокко. В 1976 году король Марокко Хасан II стал осуществлять посредничество между лидерами арабских стран и Израилем. В 1976 году премьер-министр Израиля Ицхак Рабин осуществил тайный визит в Марокко, что привело к секретной встрече в сентябре 1977 года короля Хасана II и министра иностранных дел Израиля Моше Даяна. В 1978 году были подписаны Кэмп-Дэвидские соглашения между Египтом и Израилем, король Хасан II сыграл при этом роль посредника. В июле 1978 года и в марте 1981 года израильский политик Шимон Перес совершал тайные поездки в Марокко.
В мае 1984 года 35 известных израильтян марокканского происхождения приняли участие в конференции в Рабате. В мае 1985 года заместитель министра сельского хозяйства Израиля Авраам Кац-Оз осуществил официальный визит в Марокко для обсуждения возможного сельскохозяйственного сотрудничества между двумя странами. В августе 1986 года марокканские специалисты в области сельского хозяйства и журналисты, по сообщениям, посетили Израиль, а министр транспорта Израиля Хаим Корфу присутствовал на транспортной конференции в Марокко. 22 и 23 июля 1986 года премьер-министр Израиля Шимон Перес проводил переговоры с королём Хасаном II в королевском дворце в Ифране, что стало первым случаем публичной встречи между лидером арабской страны и израильским премьер-министром со времён египетско-израильских переговоров конца 1970-х годов. Однако, Хасан II и Шимон Перес не смогли прийти к согласию о возможных вариантах решения палестинского аспекта арабо-израильского конфликта. У Марокко сложились хорошие отношения с местной еврейской общиной, которая в 1988 году насчитывала около 18000 человек.
В 1994 году Марокко и Израиль установили дипломатические отношения. В Тель-Авиве интересы Марокко представлял один дипломат, а в Рабате Израиль открыл бюро, в штате было несколько штатных сотрудников. 27 октября 2000 года Марокко разорвало отношения с Израилем из-за начала Второй палестинской интифады.
В конце января 2019 года в СМИ появилась информация о готовящемся визите израильского премьера Биньямина Нетаньяху в Марокко. При этом, Тунис и Алжир объявили, что закроют своё воздушное пространство для самолёта Нетаньяху.
В августе 2020 года после сообщений о нормализации отношений между Израилем и ОАЭ, премьер-министр Марокко Саадеддин Османи отверг возможность нормализации отношений с Израилем, несмотря на то, что само королевство заинтересовано в нормализации ради признания своего суверенитета над Западной Сахарой, а сам Израиль поддерживает идею нормализации с этой страной.
В июне 2023 года спикер Кнессета Амир Охана посетил Марокко с официальным визитом, в ходе которого был подписан договор о сотрудничестве на межпарламентском уровне с целью укрепления отношений двух стран. В сентябре Израиль посетил спикер Сената Марокко Эльнаам Миара с официальным визитом и выступил в Кнессете.

## Нормализация отношений
10 декабря 2020 президент США Дональд Трамп в своём «твиттере» написал, что Марокко и Израиль договорились об установлении дипломатических отношений. Вместе с этим США признают суверенитет королевства над Западной Сахарой. Египет и также заключившие с Израилем в 2020 году соглашения о нормализации отношений Бахрейн и ОАЭ, приветствовали новость.
В середине августа 2021 года в Рабате состоялось открытие израильского дипломатического представительства. Миссию открыл глава МИД Габи Ашкенази, посетивший королевство с официальным визитом. Давид Говрин станет первым посланником еврейского государства в Марокко.
В июне 2022 года Марокко посетила глава МВД Израиля Айелет Шакед. Во время своего визита она объявила, что Израиль признает суверенитет Марокко в Западной Сахаре.
2 августа 2022 года посол Израиля в Марокко Давид Говрин подписал контракт на строительство здания израильского посольства в марокканской столице.

## Сотрудничество

### В оборонной сфере
17 мая 2018 года в марокканском городе Кенитра прошёл парад в честь 62-й годовщины полиции Марокко, на котором местные полицейские маршировали с израильским автоматом IWI Tavor X95. На это обратили внимание местные СМИ, а также агентство «Mena Defense» опубликовало информацию о закупке. Тем не менее руководство марокканской полиции позже выпустило официальное заявление, в котором «категорически отвергало» любые слухи о закупке огнестрельного оружия в Израиле, а также указало, что договор на закупку был заключён со специализированной европейской компанией.
Израиль поставил в Марокко четыре ударных БПЛА Elbit Hermes 900.
В конце ноября 2021 года министр обороны Израиля Бени Ганц и его марокканский коллега Абдель-Латиф Лудийи подписали меморандум об оборонном сотрудничестве. Марокко стало таким образом первой арабской страной, подписавшей официальное соглашение о военном сотрудничестве с Израилем. После подписания соглашения, Марокко заключил контракт на сотни млн долларов США на закупку различных видов вооружения у Израиля, в том числе БПЛА, радары, мультикоптеры, а также системы для их перехвата, а также средства улучшений самолётов F5, состоящих на вооружении у марокканских ВВС.
В феврале 2022 года израильский оборонный концерн «Авиационная промышленность» заключил соглашение о поставке Марокко зенитно-ракетных комплексов «Барак-8» совместной израильско-индийской разработки на общую сумму около $ 500 млн.
18 июля 2022 года начальник израильского генштаба Авив Кохави прибыл в Марокко с первым в истории официальным визитом. Он встретится с министром обороны Абдом аль-Латифом, начальником генштаба армии Марокко генералом Бальхиром аль-Фаруком и другими представителями системы безопасности страны.
В сентябре 2022 года Израиль посетил начальник генштаба королевских вооружённых сил Марокко генерал-лейтенант Бельхир эль-Фарук. Это первый визит главы вооружённых сил Марокко в Израиль в истории. В этом же месяце в Марокко были поставлены 150 БПЛА типа WanderB и ThunderB производства израильской компании BlueBird.
В 2022 году Марокко приобрело системы противодействия дронам SkyLock Dome у израильской компании SkyLock.
В феврале 2023 года года Израиль и Марокко подписали двустороннее соглашение на сумму $ 500 млн на поставку ракетных комплексов «Barak MX» производства компании Israel Aerospace Industries.
В апреле 2024 года израильская оборонная компания «BlueBird» открыла завод по производству БПЛА в Марокко.

### Экономика и финансы
27 декабря в Израиль прибыла марокканская делегация, с которой был подписан договор об экономическом сотрудничестве, предусматривающий помимо прочего ликвидацию инвестиционных барьеров, борьбу с отмыванием капитала и обмен информации в сфере финансового регулирования.

### Наука и технологии
В июле 2021 года в Рабате было подписано двустороннее соглашение о сотрудничестве в области киберзащиты. Это соглашение стало первым, подписанным двумя странами после нормализации отношений декабре 2020 года. Документ подписали генеральный директор Национального управления кибербезопасности Израиля Игаль Унна и его марокканский коллега генерал Мустафа Аль-Раби в присутствии министра обороны Марокко Абд-эль-Латифа Лойди.

### Культура и спорт
В декабре 2018 года израильские музыканты впервые приняли участие в одном из музыкальных фестивалей, проводившимся в Касабланке. На этом фестивале евреи и мусульмане выступали вместе, а также звучали еврейские песни и общая молитва на иврите и арабском.
В январе 2021 года общественная организация «Шарака» (араб. «Партнерство») провела видеоконференцию, приуроченную к подписанию «Авраамских соглашений» и Международному дню памяти жертв Катастрофы. В конференции приняли участие жители ОАЭ, Бахрейна, Саудовской Аравии, Марокко и Сирии. Жители этих арабских стран смогли послушать живое интервью Веры Кригель, которая пережила Холокост, будучи одной из «близнецов доктора Менгеле» в Биркенау.
В августе 2021 года главы МИД двух стран подписали соглашение о сотрудничестве в области культуры и спорта. В октябре того же года стало известно о подготовке ещё одного соглашения в этой сфере.

### Авиасообщение и туризм
Марокканская авиакомпания Royal Air Morocco запланировала начало выполнения прямых рейсов из Касабланки в Тель-Авив на январь 2021. Кроме неё, прямые рейсы между двумя странами также будут выполнять израильские компании «Эль-Аль» и Israir.
В августе 2021 года главы МИД двух стран подписали соглашение о прямом авиасообщении между Марокко и Израилем. В октябре того же года стало известно о подготовке двустороннего соглашения в области авиации.
В середине октября 2021 года израильская авиакомпания «El-Al» и марокканская «Royal Air Maroc» подписали протокол о намерениях по совместному сотрудничеству с целью улучшения качества обслуживания клиентов.

## Евреи в Марокко
Евреи жили на территории Марокко ещё в то время, когда эта область вошла в состав Римской империи. В средние века в разных марокканских городах существовали еврейские общины: так, в Фесе проживал Ицхак Альфаси и Маймонид. В 1438 году в Фесе был организован отдельный квартал, где проживали евреи. В XIX веке в Марокко происходили еврейские погромы, однако к концу века в стране проживали 200 000 евреев — самая большая община в мусульманском мире.
В 1912 году в Фесе произошёл крупный еврейский погром, в результате которого погибли 100 человек. Позднее центр общинной жизни переместился в Касабланку, где росли и сионистские настроения. В 1940 году султан Мухаммед V защитил марокканских евреев от правительства Виши, которое хотело выдать их нацистам, заявив, что в Марокко нет евреев, а только марокканцы. Даже после начала первой арабо-израильской войны Мухаммед V призывал мусульман не вредить евреям, так как они всегда проявляли преданность марокканской монархии.
В 1956 году Марокко обрела независимость и в стране снова стали происходить погромы в еврейских кварталах. В том же году правительство запретило евреям иммигрировать в Израиль. Король Хасан II позднее открыл границы. В итоге, с 1948 по 1984 год в Израиль уехали более 260 000 марокканских евреев.
Сегодня в Марокко около 6000 евреев, большинство из которых проживают в Касабланке. В городе работают 4 еврейские школы.
В декабре 2021 года король Марокко Мухаммад VI представил план по реставрации синагог, еврейских кладбищ и других объектов еврейского наследия в королевстве. По данным СМИ в 2021 году в стране проживают 3000 евреев.